# Aeroporto Internazionale di Pristina
L'Aeroporto Internazionale di Pristina, situato a Lipjan, operativo con il nome commerciale di Aeroporto internazionale di Pristina Adem Jashari (in albanese: Aeroporti Ndërkombëtar i Prishtinës ‘Adem Jashari’) è il principale scalo civile del Kosovo. È intitolato all'eroe nazionale e patriota kosovaro Adem Jashari (1955-1998).
Fu costruito nel 1965 per collegare il Kosovo a Belgrado.

## Statistiche

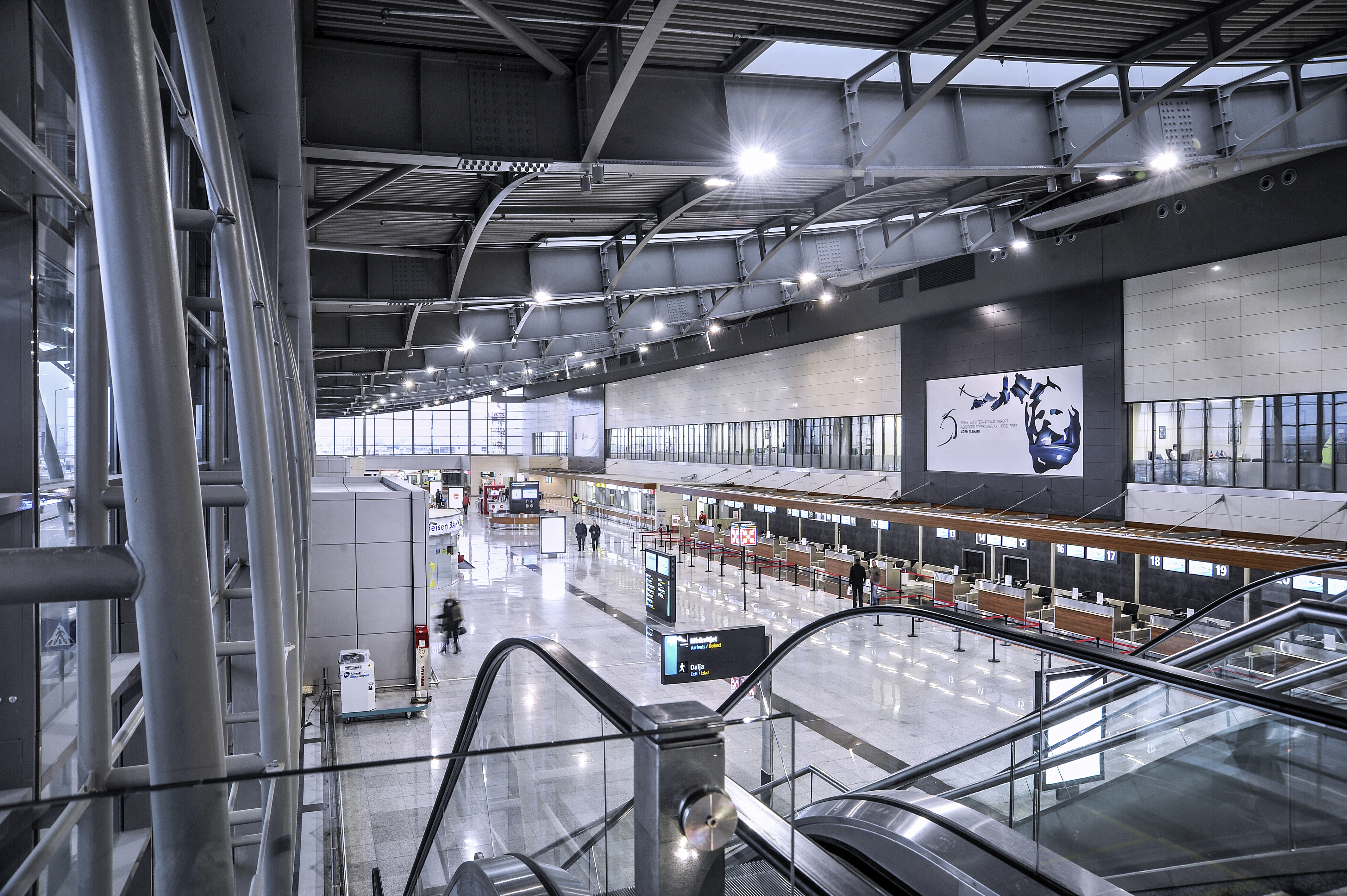
Check-in hall

| Anno | Passeggeri | Variazione | Voli in Partenza | Variazione |
| ---- | ---------- | ---------- | ---------------- | ---------- |
| 2004 | 910,797    | 9.1%       | 4,716            | 13.3%      |
| 2005 | 930,346    | 2.1%       | 4,983            | 5.7%       |
| 2006 | 882,731    | 5.1%       | 4,077            | 18.2%      |
| 2007 | 990,259    | 12.2%      | 4,316            | 5.9%       |
| 2008 | 1,130,639  | 14.2%      | 4,928            | 14.2%      |
| 2009 | 1,191,978  | 5.4%       | 5,709            | 15.9%      |
| 2010 | 1,305,532  | 9.5%       | 6,143            | 7.6%       |
| 2011 | 1,422,302  | 8.9%       | 6,738            | 9.7%       |
| 2012 | 1,527,134  | 7.4%       | 6,947            | 3.1%       |
| 2013 | 1,628,678  | 6.6%       | 7,305            | 5.2%       |
| 2014 | 1,404,775  | 13.7%      | 5,994            | 17.9%      |
| 2015 | 1,549,198  | 10.3%      | 6,773            | 13.0%      |
| 2016 | 1,744,202  | 12.6%      | 7,254            | 7.1%       |
| 2017 | 1,885,136  | 8.0%       | 7,508            | 3.5%       |
| 2018 | 2,165,749  | 14.7%      | 8,388            | 11.7%      |
| 2019 | 2,373,698  | 9.6%       | 18,226           | 8.6%       |